# Порумбениј (Бистрица-Насауд)
Порумбениј (рум. Porumbenii) насеље је у Румунији у округу Бистрица-Насауд у општини Силивашу Де Кампије. Oпштина се налази на надморској висини од 445 m.

## Становништво
Према подацима из 2002. године у насељу је живело 13 становника, од којих су сви румунске националности.